# Сільвія Легран
Марія Аурелія Паула Мартінес Суарес (ісп. Maria Aurelia Paula Martinez Suarez; більш відома під псевдонімами Сільвія Легран (Silvia Legrand) та Голді (Goldy); 23 лютого 1927, Вілья Каньяс, Санта-Фе — 1 травня 2020, Буенос-Айрес) — аргентинська акторка. Кар'єру в кіно розпочала у 13-річному віці разом з сестрою-близнюком Міртою Легран.

## Життєпис
Народилася разом з сестрою-близнючкою 23 лютого 1927 року у аргентинському місті Вілья Каньяс, провінція Санта-Фе, в родині іспанських іммігрантів Хосе Мартінеса, власника книжкової крамниці, і Роси Суарес, шкільної вчительки. Їхнім старшим братом був майбутній кінорежисер Хосе Антоніо Мартінес Суарес (1925—2019). Батьки розлучилися 1934 року, і мати з доньками перебралися до міста Росаріо, де окрім школи дівчатка відвідували театральну студію при муніципальному театрі. Після смерті батька 1937 року вони переїхали до Буенос-Айреса. 1939 року сестрам запропонували невеликі ролі в фільмі «Треба виховувати Нінні» (1940) з Нінні Маршалл у головній ролі. Стрічка зазнала успіху, й наступного року Сільвія і Мірта зіграли ще у двох кінокартинах. Тоді ж найбільша кінокомпанія Аргентини Lumiton підписала з ними п'ятирічний контракт. До повноліття сестер їхня фільмографія налічувала 10 спільних стрічок.
1944 року Сільвія Легран вступила у шлюб з військовослужбовцем Едуардо Лопіна і артистичну кар'єру майже припинила. (На відміну від сестри, яка вийшла заміж за кінорежисера Даніеля Тінейре). У пари народились дві доньки — Глорія і Моніка. У 1958—1962 роках вона зіграла в п'яти фільмах, пізніше у декількох телесеріалах. 5 серпня 2005 року акторка овдовіла.
Сільвія Легран померла 1 травня 2020 року у Буенос-Айресі в 93-річному віці від інфаркту.

## Фільмографія
Кіно
- 1940 — Треба виховувати Нінні (ісп. Hay que educar a Niní)
- 1941 — Женихи для дівчат (ісп. Novios para las muchachas)
- 1941 — Найнещасніший з людей (ісп. El más infeliz del pueblo)
- 1941 — Дім круків (ісп. La casa de los cuervos)
- 1941 — Мріяти нічого не коштує (ісп. Soñar no cuesta nada)
- 1942 — Третій поцілунок (ісп. El tercer beso)
- 1942 — Місячне світло (ісп. Claro de luna)
- 1942 — Новий світанок (ісп. Un nuevo amanecer)
- 1943 — Його молодша сестра (ісп. Su hermana menor)
- 1944 — 7 жінок (ісп. Siete mujeres)
- 1944 — Гра кохання та випадковостей (ісп. El juego del amor y del azar)
- 1959 — Зоране поле (ісп. Campo arado)
- 1960 — Звинувачувані (ісп. Los acusados)
- 1960 — Човен, ріка і люди (ісп. El bote, el río y la gente)
- 1962 — Під однією шкірою (ісп. Bajo un mismo rostro)
- 1972 — Хуан Мануель де Росас (ісп. Juan Manuel de Rosas)

Телебачення
- 1961 — Сонце, море і Сільвія (ісп. Sol, mar y Silvia), телесеріал
- 1965 — Сільвія помре завтра (ісп. Silvia muere mañana), телесеріал
- 1965 — Життя в Біонді (ісп. Viendo a Biondi), телесеріал
- 1966 — Карола і Кароліна (ісп. Carola y Carolina), телесеріал
- 1968 — Висока комедія (ісп. Su comedia Favorita), телесеріал
- 1970 — Робот! (ісп. Robot!), мінісеріал
- 1971 — Жінка і герой (ісп. La mujer y el héroe), телесеріал
- 1973—1974 — Джей Сі (англ. JC), телесеріал